# Stazione di Napoli Capodichino
La stazione di Napoli Capodichino era una stazione ferroviaria posta sulla linea Alifana bassa, nonché suo capolinea meridionale durante parte degli anni 1970. Serviva la frazione Capodichino, nella città di Napoli.

## Storia
La stazione, situata nei pressi di piazza Di Vittorio, nel cuore della frazione Capodichino, venne costruita nei primi anni 1970, per far sì che la ferrovia avesse qui il suo nuovo capolinea, già precedentemente spostato dalla stazione di piazza Carlo III a quella dello scalo merci in via Don Bosco, per ragioni di viabilità.
A causa della crescente urbanizzazione dell’hinterland napoletano, fu utilizzata solo per qualche anno ed a metà degli anni 1970 il capolinea venne ulteriormente spostato alla stazione di Secondigliano, ma il servizio ferroviario ormai non risultava più adeguato alle esigenze; pertanto il 20 febbraio 1976 l’esercizio dell'Alifana bassa venne sospeso, in previsione della costruzione di una nuova linea metropolitana corrente più ad est.

## Strutture e impianti
La stazione disponeva di 2 binari per il servizio viaggiatori. Il fabbricato viaggiatori, dopo la chiusura della ferrovia, è stato prima utilizzato da un privato e poi abbattuto, nell'ambito della costruzione di uno svincolo.